# Sitamiang (Onan Runggu)
Sitamiang is een bestuurslaag in het regentschap Samosir van de provincie Noord-Sumatra, Indonesië. Sitamiang telt 610 inwoners (volkstelling 2010).